# Oscar Ghiglia (guitariste)
Pour les articles homonymes, voir Oscar Ghiglia et Ghiglia.
Oscar Ghiglia, né le 13 août 1938 à Livourne en Toscane et mort le 3 mars 2024, est un guitariste italien.

## Biographie
Dès sa tendre enfance, Oscar Alberto Ghiglia baigne dans un milieu artistique puisque son père et son grand-père sont peintres et que sa mère est une pianiste accomplie. Il débute dès 14 ans des études de guitare à l'Académie nationale Sainte-Cécile située à Rome.
Peu après, il commence également à étudier avec Andrés Segovia à l'Académie musicale Chigiana de Sienne ainsi qu'à Saint Jacques de Compostelle.
Après avoir reçu son diplôme du Conservatoire Sainte Cécile en 1962, Oscar Ghiglia gagne plusieurs concours. Il obtient un 1er Prix au Concours de guitare Orense ainsi qu'un 1er Prix au Concours Jacques de Guitare-Compostelle (1963) et enfin le  1er prix au Concours international de Guitare de Radio France (1963).
En 1964 et 1965, Andrés Segovia choisit Oscar Ghiglia pour l’assister dans ses classes à l'Université de Californie à Berkeley.
Il est le fondateur en 1969 du département de guitare de l’Aspen Music Festival et il fonde également le concours international de guitare de Gargnano.
Il commence à enseigner à l'Académie de Sienne à partir de 1976.
Oscar Ghiglia est dédicataire de plusieurs pièces pour guitare et notamment Romanza sul nome di Oscar Ghiglia Op.170/37 de Mario Castelnuovo-Tedesco ou le deuxième mouvement de Algo de Franco Donatoni.
Depuis, Oscar Ghiglia poursuit une double activité en tant que pédagogue et concertiste à travers le monde,.

## Publication
(fr) Incontro con Ghiglia, entretiens avec Oscar Ghiglia, Oscar Ghiglia et Antonin Vercellino, Éditions Habanera, 2023  (ISBN 9782956581628).